# هاري مورتيمر هابل
هاري مورتيمر هابل (بالإنجليزية: Harry Mortimer Hubbell)‏ هو أستاذ جامعي أمريكي، ولد في 30 أغسطس 1881 في Belvue Township ‏ في الولايات المتحدة، وتوفي في 24 فبراير 1971 في برانفورد ‏ في الولايات المتحدة.